# هوپلند (پنسیلوانیا)
هوپلند (به انگلیسی: Hopeland) یک منطقهٔ مسکونی در ایالات متحده آمریکا است که در شهرستان لنکستر، پنسیلوانیا واقع شده‌است. هوپلند ۷۳۸ نفر جمعیت دارد.